# Чоателе
Чоателе (рум. Cioatele) — село у повіті Васлуй в Румунії. Адміністративно підпорядковане місту Негрешть.
Село розташоване на відстані 285 км на північ від Бухареста, 31 км на північний захід від Васлуя, 38 км на південь від Ясс.

## Населення
За даними перепису населення 2002 року у селі проживали 337 осіб, усі — румуни. Усі жителі села рідною мовою назвали румунську.